# مكملات الكرياتين
مكملات الكرياتين هي مركبات عضوية رياضية مستخدمة لزيادة كفاءة الأداء الرياضي. وعلى الرغم من أن الباحثين عرفوا استخدام الكرياتين كمصدر للطاقة من الهيكل العظمي والعضلات منذ بداية القرن العشرين، فان ازدياد شعبيته كمكمل لتحسين الأداء في عام 1992.

## تاريخ مكملات الكرياتين
في عام 1912، وجد الباحثون بجامعة هارفارد أوتو فولين [الإنجليزية] وفيلي غلوفر دينيس [الإنجليزية] الدليل على ان تناول الكرياتين بشكل كبير يؤدى إلى زيادة محتوى الكرياتين للعضلات  وفي أواخر 1920، وٍُجد أن المخزون العضلي من الكرياتين يمكن زيادته عن طريق ادخال الكرياتين بكميات أكبر من المعتاد، واكتشف العلماء فوسفات الكرياتين، وأن الكرياتين هو اللاعب رئيسي في عملية الأيض في الهيكل العظمي والعضلات. ومادة الكرياتين، تُشكل طبيعيا في الفقاريات.
تم توثيق الكرياتين جيدا في التأثير على الأداء البدني منذ أوائل القرن العشرين، إلا أنه في الآونة الأخيرة حاز انتباه الرأي العام التالي لاولمبياد 1992 في برشلونة. وفي مقالة بتاريخ 7 آب 1992 في صحيفة التايمز ذُكر ان العداء لينفورد كريستي الفائز بالميدالية الذهبية في سباق 100 متر، قد استخدم الكرياتين قبل دورة الألعاب الأولمبية، وذكر مقال كمال الاجسام الشهري أن هناك عداء آخر اسمه سالي غانيل، صاحب الميدالية الذهبية في سباق 400 متر حواجز، هو مستخدم آخر للكرياتين. وهناك العديد من الحائزين على الميدليات من المجدفين البريطانيين يستخدمون أيضا الكرياتين خلال استعداداتهم لدورة برشلونة.
وفي ذلك الوقت، توافرت مكملات الكرياتين منخفضة الفاعلية في بريطانيا، ولكن مكملات الكرياتين المصممة لتعزيز القوة لم تكن متوفرة تجاريا حتى عام 1993 عندما قامت شركة تدعى التجريبية والعلوم التطبيقية [الإنجليزية] (قمة شرق آسيا) : بتقديم العقار لمجمع سوق التغذية الرياضية تحت اسم Phosphagen. وأظهرت الأبحاث التي أجريت بعد ذلك أن استهلاك الكربوهيدرات ونسبة السكر في الدم ترتفع بالتزامن مع زيادة الكرياتين المخزن في العضلات. وفي عام 1998، أطلقت ماسكل تيك للتطوير و التنمية [الإنجليزية] للتكنولوجيا الخلية، أول creatine-carbohydrate-alpha lipoic acid. وقد ثبت حمض الليبويك من أجل تعزيز مستويات phosphocreatine العضلات ومجموع تركيزات الكرياتين في العضلات. هذا النهج لحمين مكملات تم التحقق في دراسة أجريت في عام 2003.
حدثا هاما آخر في مكملات الكرياتين في عام 2004 عندما وقعت أول الكرياتين المكملات إيثيل استر أطلقت منه. إيثيل استر الكرياتينين (أوروبا الوسطى والشرقية) تتحول بالتدريج إلى شكل من الكرياتين المستخدمة على نطاق واسع، مع العديد من الشركات الآن يحمل كل مونوهيدرات حمين القائم على ملاحق والمكملات أوروبا الوسطى والشرقية